# Römermuseum Wien

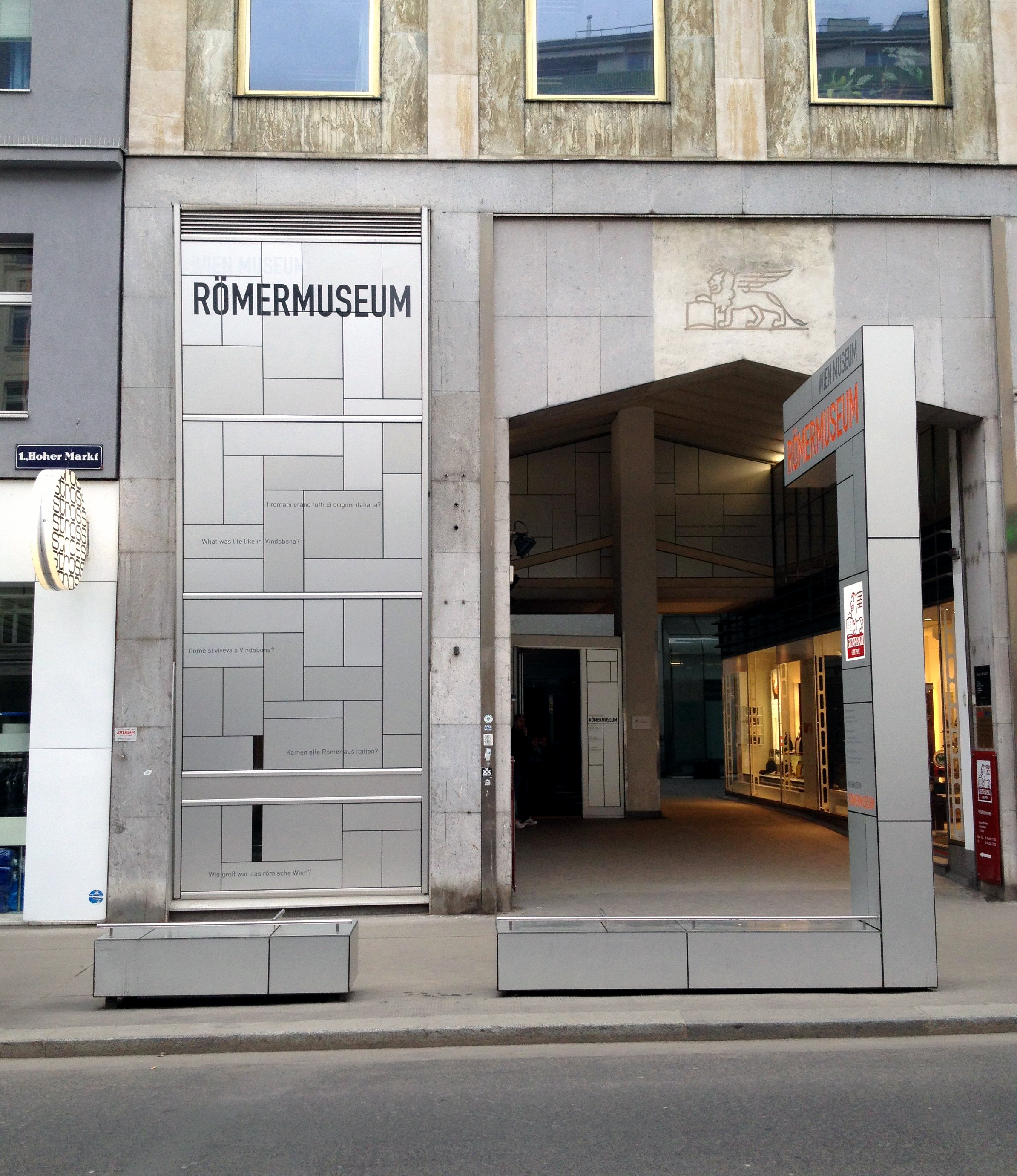
Eingangsbereich des Römermuseums Wien.

Das Römermuseum Wien ist eine Außenstelle des Wien Museums. Es wurde im Mai 2008 eröffnet und befindet sich schräg gegenüber der Ankeruhr am Hohen Markt in Wien.
Das Museum hat sich auf die Geschichte Wiens in der Römerzeit spezialisiert.

## Römische Ruinen am Hohen Markt
Bei Kanalbauarbeiten 1948 wurden am Hohen Markt Reste der Tribunenhäuser des Legionslagers Vindobona entdeckt.
Lange Zeit war die früher Römische Ruinen am Hohen Markt genannte Außenstelle des Wien Museums für Besucher schwer zugänglich. Eine schmale Treppe führte hinab zu den Ruinen, die sich im Kellergeschoß des Gebäudes befanden, während die oberen Räumlichkeiten an wechselnde Restaurants vermietet waren.
Die Römischen Ruinen wurden jährlich von etwa 15.000 Besuchern besichtigt, ca. die Hälfte waren Schulklassen, für die der Besuch zum Unterricht gehörte.
Die Enge, das Fehlen sanitärer Einrichtungen und die verhältnismäßig hohe Besucherzahl machten einen Ausbau dringend notwendig.

## Ausbau zum Römermuseum
Als im Frühjahr 2007 die Räume über den Ruinen frei wurden, übernahm das Wien Museum das Gebäude und begann mit der Planung eines zeitgemäßen Museumskonzepts für ein neues Museum. Es sollte nicht nur Schulklassen, sondern auch Familien und Touristen ansprechen. Die Projektumsetzung erfolgte innerhalb von 14 Monaten. Die Baukosten betrugen ca. 780.000 €.
Das 1956 erbaute Gebäude hatte einen schmalen, lang gezogenen Grundriss und entsprach mit kleinteiligen Raumeinheiten und einem großen Treppenhaus nicht den Anforderungen an moderne Ausstellungsflächen. Daher wurde das Architekturbüro querkraft mit der baulichen Neugestaltung des Gebäudes beauftragt. Der Umbau dauerte vier Monate.
Das ursprüngliche Treppenhaus wurde abgerissen und die Treppe vom Keller bis in den ersten Stock an einer Längswand entlanggeführt, so dass die Wand an ihrer höchsten Stelle etwa 8 Meter nutzt. Die Treppe wurde in die museale Präsentation einbezogen. In das Geländer der Treppe wurden Vitrinen eingebettet, und die Wandfläche wurde zu einer Konzeptwand mit Texten und gemalten Rekonstruktionen.
Die verglaste Außenfassade wurde neu verkleidet. Unterschiedlich große, silberne Metallfelder in Form von Bauquadern wurden angebracht. Einige Fenster sollen zum Hineinspähen einladen, und aufgedruckte Leitfragen sollen die Neugier vorbeigehender Passanten wecken.
Bereits im ersten Jahr nach der Eröffnung des Museums verdoppelten sich die Besucherzahlen auf mehr als 30.000 Besucher.

## Museumskonzept
Fast 105 Jahre vor dem heutigen Römermuseum Wien, am 27. Mai 1903, wurde das erste Wiener Römermuseum, das Museum Vindobonense, eröffnet, jedoch 1945 durch einen Bombentreffer zerstört.

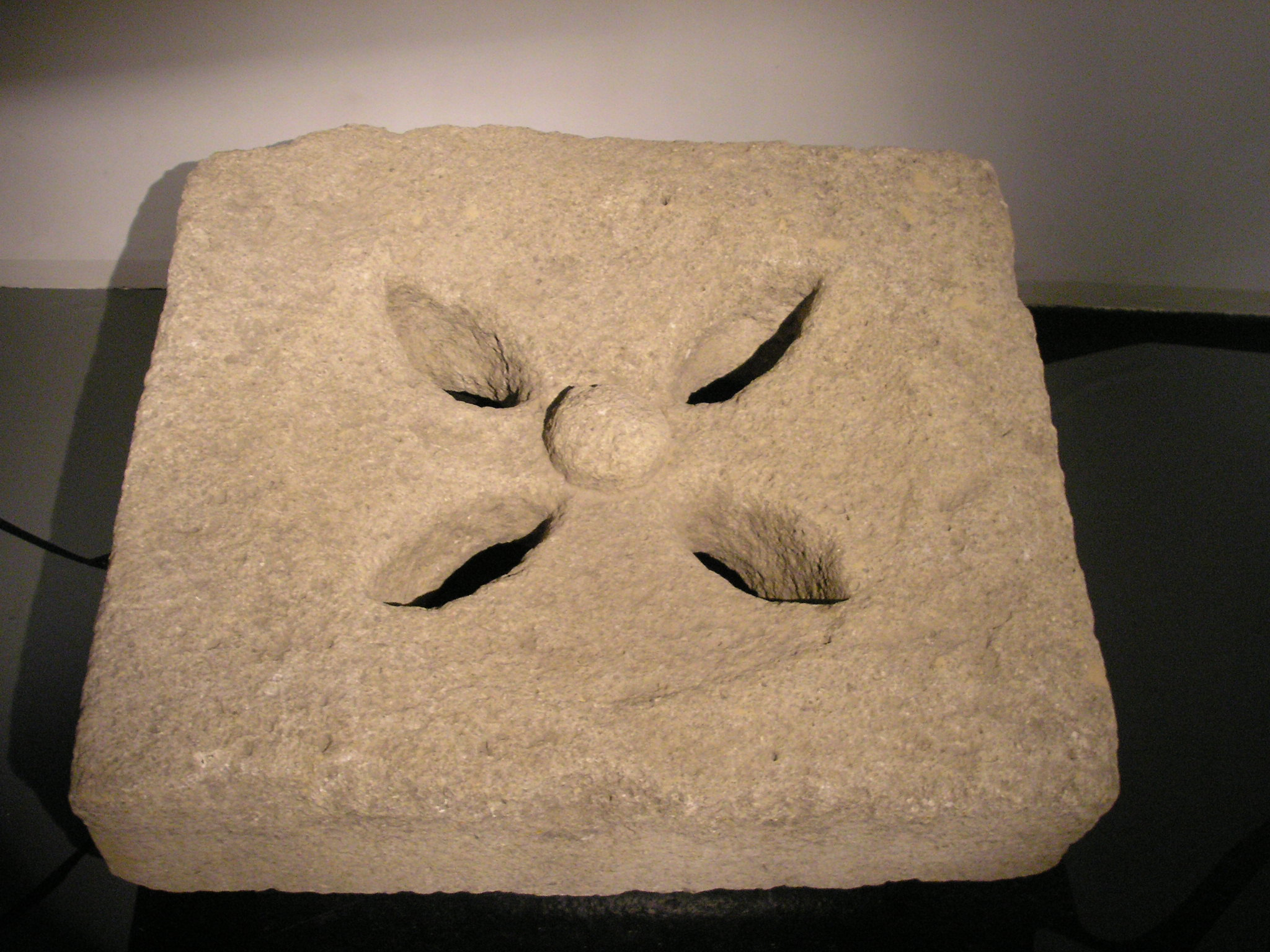
Römischer Kanaldeckel aus Kalkstein (Wien, 1. Jahrhundert).

Besonders die Forschung der letzten Jahre hat das Wissen zum römischen Vindobona und seiner Umgebung erweitert. Der Ausbau der Außenstelle „Römische Ruinen Hoher Markt“ zum Römermuseum erlaubte daher, nicht nur die Geschichte der Ausgrabungen, sondern auch die Geschichte Wiens in der Römerzeit darzustellen. Der Schwerpunkt liegt nicht mehr allein auf dem römischen Legionslager, das sich einst zwischen Donaukanal und Graben erstreckte und dessen direkten Bezug man noch immer im Untergeschoß mit den Resten der Tribunenhäuser sehen kann, sondern auch auf die Lagervorstadt und die Zivilstadt, die im heutigen 3. Bezirk lag. So wird sowohl das militärische Leben als auch das zivile Leben dargestellt.
Aufgrund des begrenzten Platzes liegt das Hauptaugenmerk des Römermuseums auf dem 2. und 3. Jahrhundert, der Blütezeit Vindobonas.

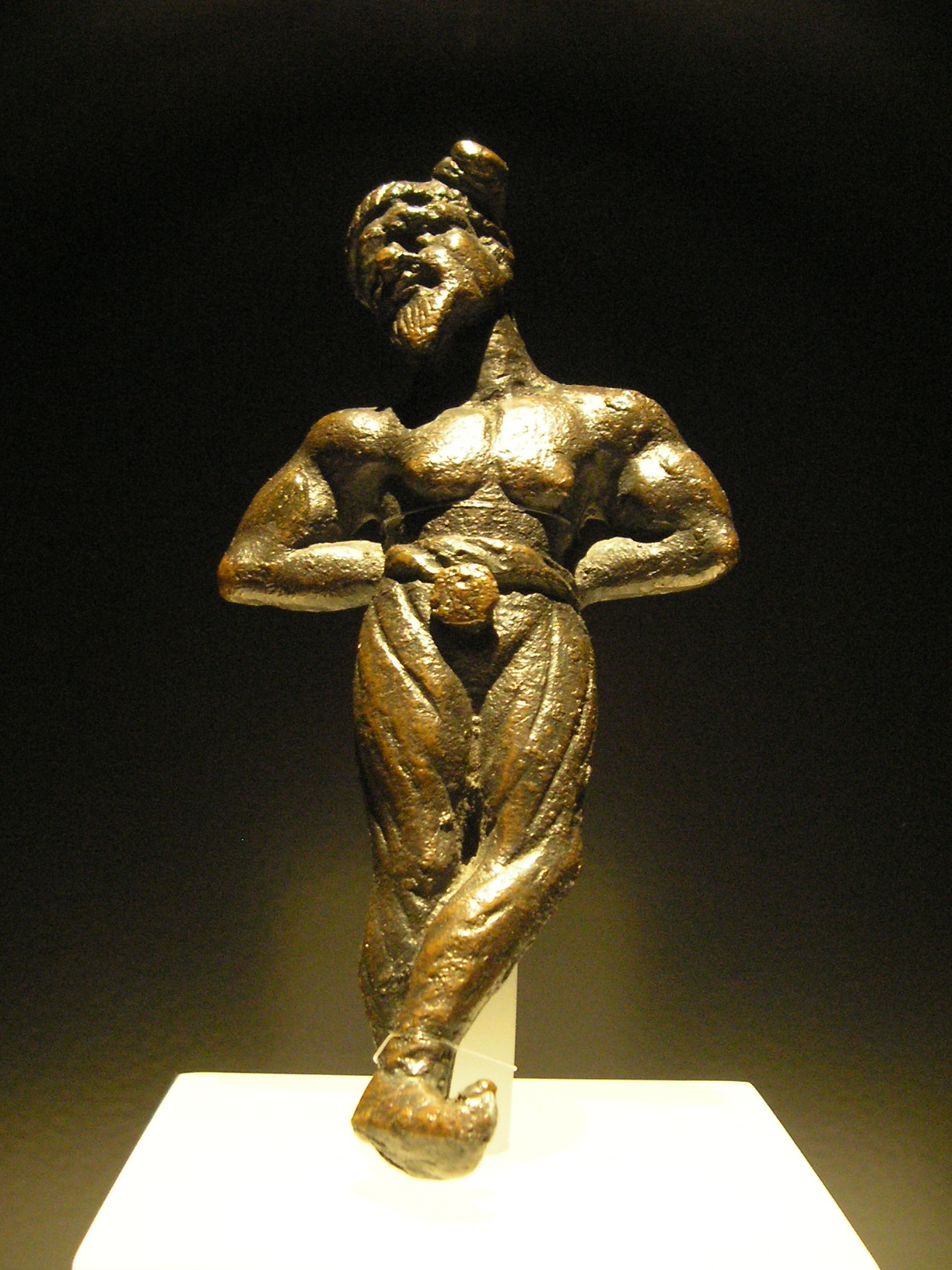
Bronzefigur eines gefesselten Germanen (Wien, 2. Jahrhundert).

Im Erdgeschoß beginnt der Rundgang mit einem kurzen Rückblick in die Zeit des Wiener Beckens vor der römischen Besiedlung. Archäologische Funde zeigen eine keltische und, ab ca. 50 n. Chr., auch germanische Besiedlung.
Dass römisches Militär schon vor der Errichtung des Legionslagers am Ende des 1. Jahrhunderts in den Wiener Raum vordrang, belegt der ausgestellte Grabstein des Legionärs Caius Atius, der zwischen 6 und 41 n. Chr. datiert wird.
Das Legionslager, welches von Ende des 1. Jahrhunderts bis zum Anfang des 5. Jahrhunderts bestand, wird anhand von Bauresten, Kleinfunden und Rekonstruktionen dargestellt. Reste der Holzpalisaden sind ebenso erhalten wie Mauerquader und Reliefplatten eines Lagertores. Ausgestellte Halbfabrikate sind Beweise für Werkstätten. Auch werden Reste von Wandmalerei des Legatenpalastes gezeigt.
Ein weiteres Augenmerk des Museums liegt auf dem Alltagsleben der Soldaten.
Im Erdgeschoß findet das Thema Wasserver- und -entsorgung seine Darstellung.
Im ersten Obergeschoß ist das zivile Leben das Hauptthema. Trachtfunde, Inschriften und Keramik aus fernen Ländern, die nicht durch Handel nach Wien kamen, geben einen Eindruck einer multikulturellen Bevölkerung.
Auch das Leben in Lagervorstadt und Zivilstadt wird thematisiert. Thermen, Tempel, Theater und das Forum werden durch dargestellte Kleinfunde lokalisiert.

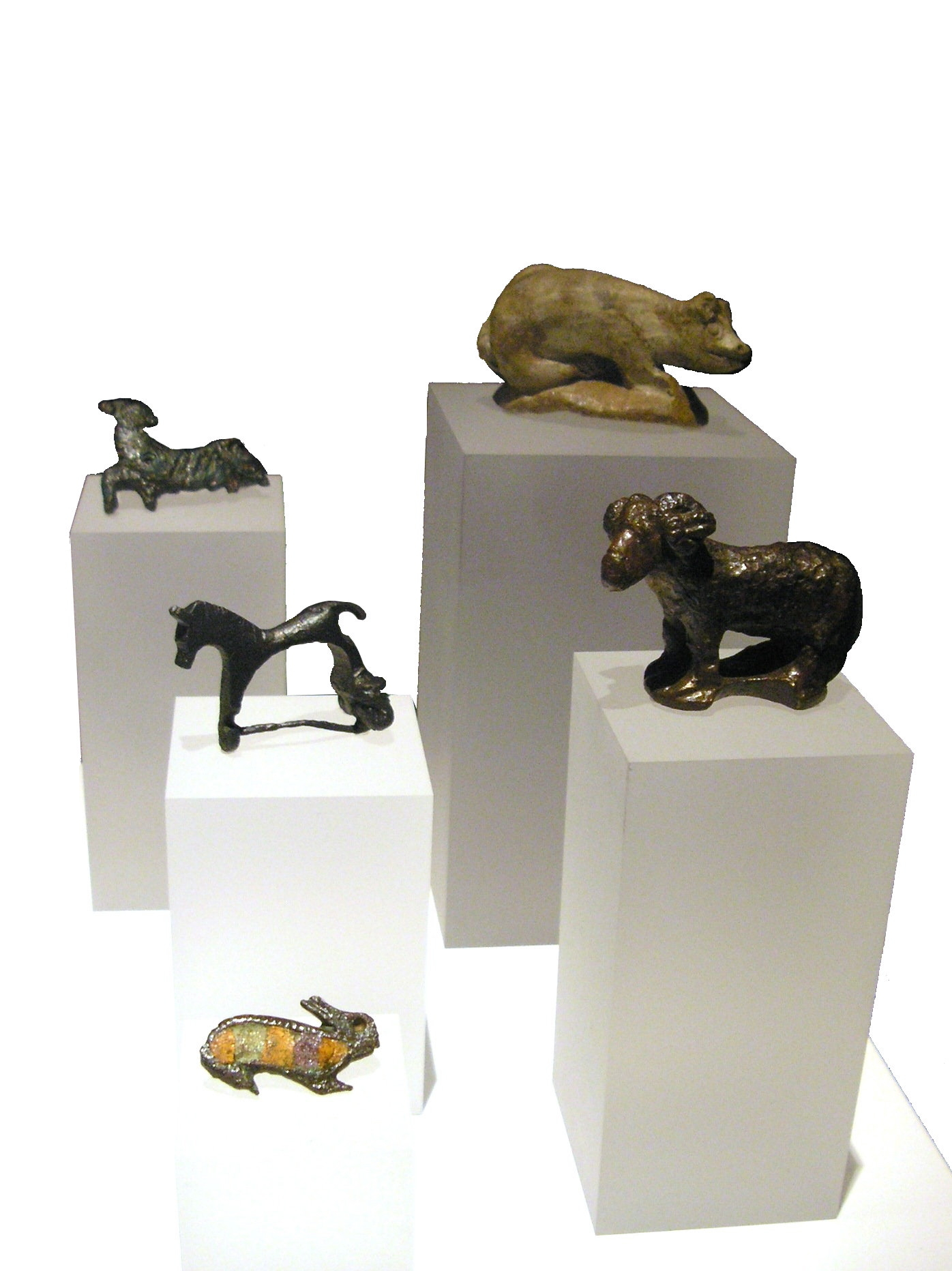
Römisches Kinderspielzeug (Wien, 2./3. Jahrhundert).

Religion, Handwerk, Ernährung, Handel, Straßen und Wege, Wohnen, Arbeit, Freizeit sowie Kindheit und Tod sind weitere Themen, die im Obergeschoß behandelt werden. In den Vitrinen liegen die verschiedenen, den Themen zugeordneten Kleinfunde, während an den Wänden Illustrationen der Lagervorstadt, der Zivilstadt und einer Gräberstraße die Vorstellungskraft der Besucher unterstützen.

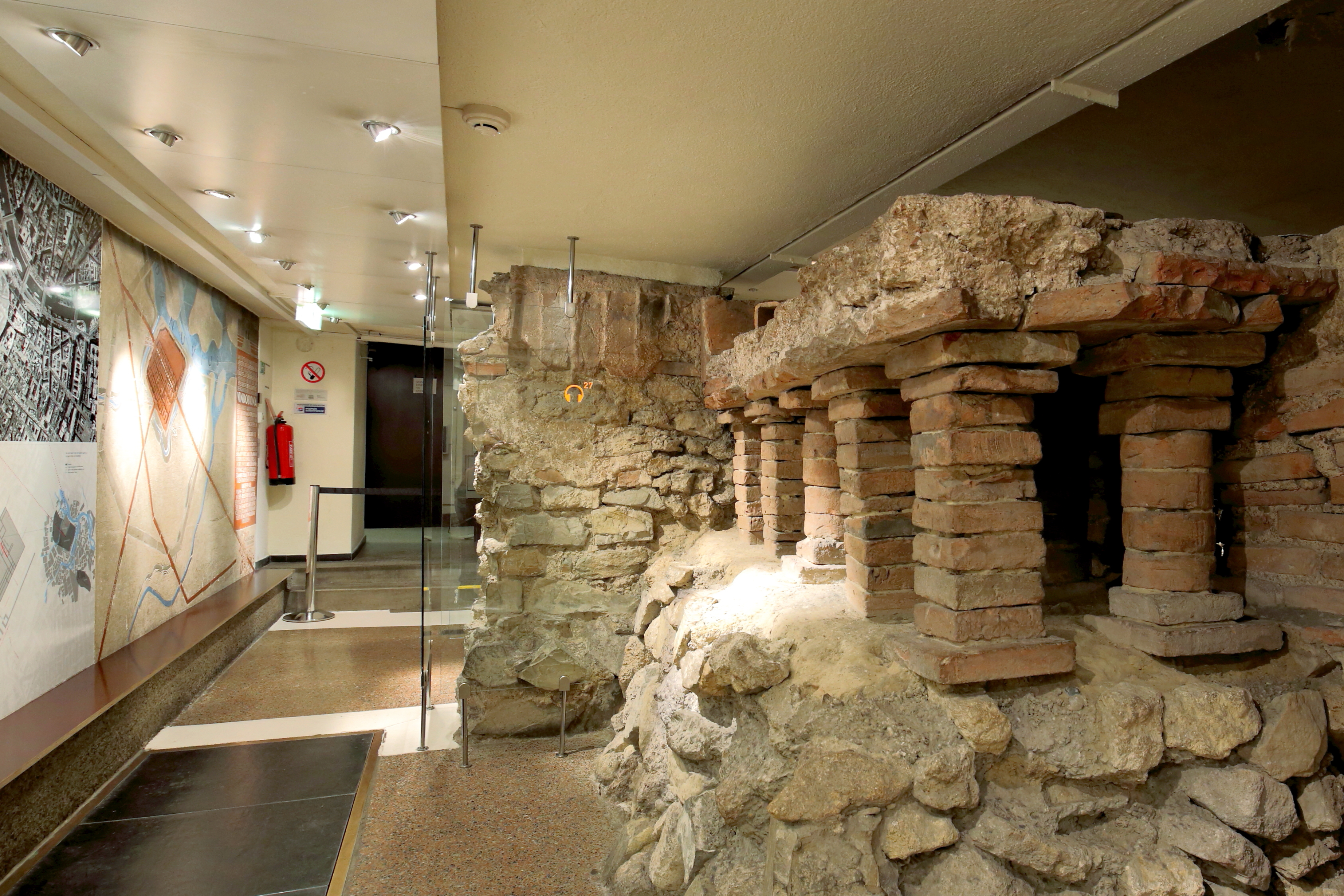
Hypocaust eines Tribunenhauses im Untergeschoß des Römermuseums.

Im Untergeschoß finden sich die Ruinen der Tribunenhäuser. Diese sind dem Thema Ausgrabung verbunden. Am Treppenabgang vor dem Durchgang zu den Ruinen ist an der Wand eine Schichtenabfolge dargestellt, wie man sie bei Ausgrabungen im Wiener Stadtkern finden kann.
Die Reste der zwei Tribunenhäuser weisen Bauphasen aus allen Phasen des Legionslagers auf. Um die Ausgrabungsstätte präsentieren zu können, wurden kleinere Ergänzungen und Restaurierungen vorgenommen, zudem mussten einige Mauern abgetragen werden. Ihr ursprünglicher Verlauf wurde am Boden weiß markiert.
Im ersten Obergeschoß findet sich eine kleine gesonderte Fläche für wechselnde Präsentationen. Hier werden aktuelle Forschungsergebnisse und Ausgrabungen verschiedener Institutionen mit Bezug zur Geschichte Vindobonas gezeigt.
Da Kinder die Hauptbesuchergruppe des Römermuseums sind, wurden verschiedene Hands-on-Objekte in die Ausstellung integriert. Die Replik einer Handmühle lädt ein auszuprobieren, wie viel Aufwand ein römischer Soldat aufbringen musste, die ihm zugeteilte Getreideration in Mehl zu mahlen.
Die Replik einer Marsstatuette kann ebenso berührt werden wie die Replik eines Grabsteins. Und die Scherben eines Kruges und einer Reibschale möchten wieder zu Ganzgefäßen zusammengesetzt werden.
Verschiedene PC-Stationen ermöglichen das Weiterforschen und eine Spielstation mit römischen Legionären und dem Ausschnitt eines Lagers lädt ein, das römische Wien aus einem etwas anderen Winkel zu sehen.

## Auszeichnungen
2009 erhielt das Römermuseum Wien den Förderungspreis des Österreichischen Museumspreises, vergeben vom österreichischen Bundesministerium für Unterricht, Kunst und Kultur.